# Унру, Флориан
Флориан Унру (фамилия при рождении Каллунд, нем. Florian Unruh (Kahllund); род. 7 июня 1993, Рендсбург, Шлезвиг-Гольштейн) — немецкий лучник, специализирующийся в стрельбе из олимпийского лука. Участник Олимпийских игр.

## Биография
Флориан Каллунд родился 7 июня 1993 года. Он начал заниматься стрельбой из лука в возрасте девяти лет.
Его жена — серебряный призёр Олимпийских игр 2016 года Лиза Унру. Каллунд после свадьбы стал выступать под её фамилией.

## Карьера
В 2015 году на чемпионате мира в Копенгагене достиг 1/16 финала в личном турнире и 1/8 финала в командном.
В 2017 году принял участие на этапах Кубка мира в Берлине, где стал девятым в миксте и шестым в личном первенстве, и в Анталии, где вновь дошёл до четвертьфинала с командой. В том же году завоевал серебряную медаль в соревновании смешанных пар на чемпионате мира в Мехико. В мужском командном турнире добрался до четвертьфинала, а в личном вновь выбыл на стадии 1/16 финала.
В 2018 году на этапах Кубка мира в Берлине дошёл до 1/8 финала в личном и смешанном командном первенствах, в Анталии дошёл до четвертьфинала в миксте, а в Солт-Лейк-Сити стал восьмым в личном турнире. На чемпионате Европы в Легнице выбыл на стадии 1/8 финала в индивидуальном первенстве, занял восьмое и шестое места в команде и миксте, соответственно.
В 2019 году в миксте на этапе Кубка мира в Анталии стал пятым, а также дошёл до 1/8 финала индивидуального первенства в Медельине. Каллунд выступил на чемпионате мира в Хертогенбосе, где стал лишь семнадцатым в команде и выбыл в первых раундов индивидуального первенства.
В 2021 году выступил на чемпионате Европы в Анталии, где стал пятым в команде и миксте. В личном турнире занял четвёртое место. Выступил на Олимпийских играх 2020 года в Токио, где в составе сборной Германии в миксте проиграл Мексике в первом раунде. В личном турнире в первом матче он победил индонейзийца Арифа Дви Пангесту (6:2), а в 1/16 финала оказался сильнее олимпийского чемпиона Ким Дже Дока (7:3). На стадии 1/8 финала он победил канадца Криспина Дуэньяса, а в четвертьфинале со счётом 4:6 проиграл Мауро Несполи из Италии.